# Guatemala vid världsmästerskapen i friidrott 2023
Guatemala tävlade vid världsmästerskapen i friidrott 2023 i Budapest i Ungern mellan den 19 och 27 augusti 2023.

## Resultat
Guatemalas trupp bestod av fyra idrottare.

### Herrar
Gång- och löpgrenar
| Idrottare               | Gren              | Försöksheat | Försöksheat | Final    | Final     |
| Idrottare               | Gren              | Resultat    | Placering   | Resultat | Placering |
| ----------------------- | ----------------- | ----------- | ----------- | -------- | --------- |
| Luis Grijalva           | 5 000 meter       | 13.32,72    | 1 Q         | 13.12,50 | 4         |
| José Alejandro Barrondo | 20 kilometer gång | —           | —           | 1:23.33  | 31        |
| José Ortiz              | 20 kilometer gång | —           | —           | 1:26.29  | 42        |

### Damer
Gång- och löpgrenar
| Idrottare      | Gren              | Final    | Final     |
| Idrottare      | Gren              | Resultat | Placering |
| -------------- | ----------------- | -------- | --------- |
| Maritza Poncio | 20 kilometer gång | 0DNF0    | 0DNF0     |